# Michael Schweikardt
Michael Schweikardt (* 7. März 1983 in Waiblingen, Deutschland) ist ein ehemaliger deutscher Handballspieler, der aktuell als Handballtrainer tätig ist.

## Karriere
Der 1,90 m große Spieler war ursprünglich Linksaußen-Spieler, seit dem Abgang von Michael Kraus von Frisch Auf Göppingen wurde Schweikardt jedoch hauptsächlich als Spielmacher auf der Rückraum-Mitte-Position eingesetzt.
Begonnen hat Schweikardt mit dem Handballspielen beim TV Bittenfeld. Mit dem TVB stieg Schweikardt 2003 in die Oberliga Baden-Württemberg auf. 2003 wechselte er zum Erstligisten Frisch Auf Göppingen. In der Saison 2006/2007 sowie in der Saison 2007/2008 wurde er zum Spieler des Jahres bei Frisch Auf Göppingen gewählt. Anfang 2010 wurde bekannt, dass sein Vertrag in Göppingen nicht verlängert wird, worauf er zu der MT Melsungen wechselte. Zur Saison 2012/13 schloss er sich erneut seinem früheren Klub TV Bittenfeld an. Am Ende der Saison 2014/15 stieg Schweikardt mit dem TVB in die Bundesliga auf. Ab der Saison 2015/16 spielte er mit dem nun unter dem Namen TVB 1898 Stuttgart antretenden Verein in der Bundesliga. Am Ende der Saison 2018/19 hat Schweikardt seine aktive Karriere beendet. Er absolvierte 427 Bundesligaspiele, in denen er 944 Tore erzielte.
Neben seiner Karriere als Spieler absolvierte Schweikardt die Ausbildung für die A-Lizenz als Handballtrainer. Zur Saison 2019/20 übernahm Schweikardt das Traineramt des Drittligisten TSB Heilbronn-Horkheim. Daneben war er für seinen Heimatverein TVB 1898 Stuttgart in der Jugend- und Anschlussförderung sowie im Scouting tätig. Schweikardt verließ nach der Saison 2021/22 Horkheim, um anschließend hauptamtlich beim TVB Stuttgart zu arbeiten. Als zu Beginn der Saison 2022/23 Trainer Roi Sánchez freigestellt wurde, übernahm er interimsweise das Traineramt des TVB Stuttgart. Wenige Wochen später wurde er zum Cheftrainer befördert. Am 2. November 2024 wurde er als Trainer des TVB Stuttgart entlassen, nachdem der TVB mit 2:18 Punkten in die Saison 2024/25 gestartet war. Schweikardt wird ab dem September 2025 als Chef-Bundestrainer des männlichen Nachwuchses beim DHB tätig sein.
2006 wurde Schweikardt für besondere Verdienste um den Sport mit der Sportverdienstplakette der Stadt Waiblingen ausgezeichnet.

## Familie
Michael Schweikardt stammt aus einer Handballer-Familie. Sein Bruder Jürgen Schweikardt war Spieler und auch später Trainer beim damaligen Zweitligisten TV Bittenfeld und ist aktuell dessen Geschäftsführer in der Bundesliga. Der Vater von beiden, Günter Schweikardt, war selbst Bundesligaspieler bei Frisch Auf Göppingen und trainierte bis Juni 2013 den damaligen Zweitligisten TV Bittenfeld.